# 卢沟桥
卢沟桥，原名广利桥，西方又稱馬可波羅橋，位于中华人民共和国北京市丰台区的永定河上，东距宛平城170米，被誉为“中国古代四大名桥之一”。该桥始建于金大定二十九年（1189年），明昌三年（1192年）完工，明清两代多有维修改建。该桥自建成后即为交通要道，桥头曾设有税课司。1937年，日军以一名演习士兵失踪为由要求进入宛平城搜查，被守城中国军队拒绝后围攻宛平城和卢沟桥，卢沟桥事变爆发，是为中国抗日战争转向全面抗战的标志性事件。中华人民共和国成立后，一度将该桥改为公路桥，1987年恢复为石桥，并停止该桥交通功能，改为文物景点。该桥为东西走向，全长268米，宽9.4米，桥上设有石栏和望柱，望柱顶端雕刻有数量不一的石狮子。桥的两侧建有华表，并立有碑刻。1961年，卢沟桥列入全国重点文物保护单位，与卢沟桥相关的传说则以“卢沟桥传说”一名于2014年入列国家级非物质文化遗产名录。門票收費20元。

## 历史

### 古代

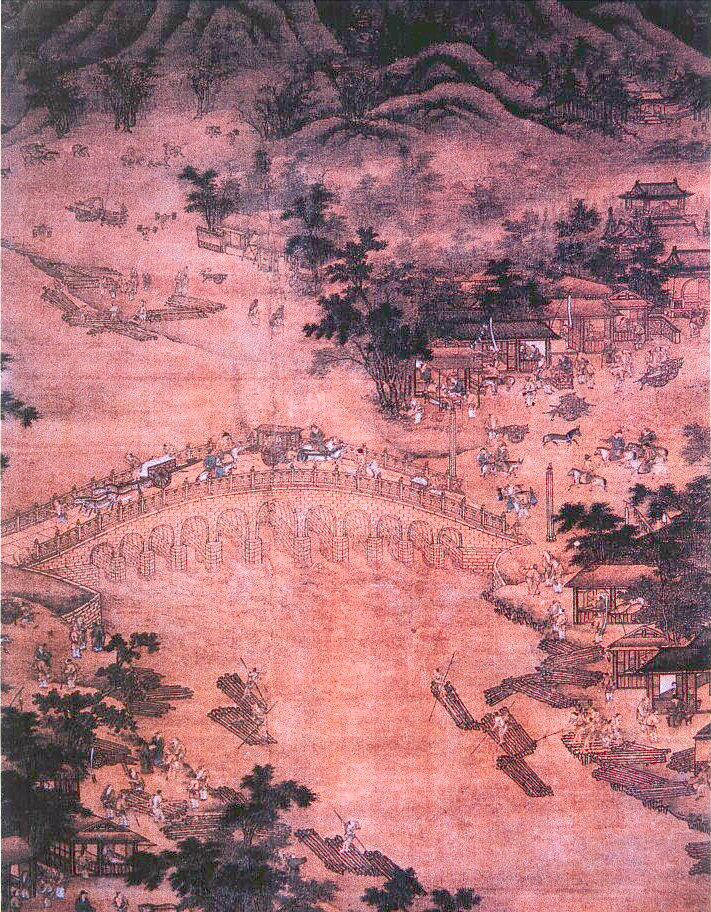
元·卢沟筏运图：描绘了元世祖至元三年（1266年）在卢沟桥附近漕运西山石木用于修造大都宫殿的情景

卢沟桥的所在位置，早年间是一处卢沟河上的重要渡口。渡口处曾多次修建浮桥，但均已被毁:643。大定二十八年（1188年），金世宗为方便使者和旅人来往于卢沟河两岸，遂下令在卢沟河上修建一座石桥，但桥梁尚未建造，金世宗就已驾崩。金章宗继位后于大定二十九年（1189年）下令建造石桥，当年工程开工，三年后的明昌三年（1192年）修建完成，初建成时名为广利桥。又因桥梁位于卢沟河之上，故又名卢沟桥:392。此桥后经马可·波罗记入《马可·波罗游记》中:643，故又被称为“马可波罗桥”:489。
自金代以来，卢沟桥的主要维修内容为桥面更换和栏板更换。金代和元代并未留下任何维修记录。明、清两代先后维修12次，分别为明永乐十年（1412年）、正统九年（1444年）三月:429、弘治三年（1490年）、嘉靖二十年（1541年）、嘉靖三十四年（1555年）、嘉靖三十五年（1556年）、清康熙元年（1662年）、康熙八年（1669年）十月初九日、雍正十年（1732年）、乾隆十七年（1752年）、乾隆五十年（1785年）、乾隆五十二年（1787年）。光绪三十四年（1908年），为将清德宗灵柩送至清西陵，桥边栏杆一度全部拆除，灵柩过桥后再重新安装。乾隆十六年（1751年）卢沟桥旁树立起乾隆御书“卢沟晓月”碑，并配建碑亭:301。
卢沟桥建成于金代迁都中都之后，并从此成为金中都，乃至后来的元大都、明清北京城的重要交通路线之一。明朝政府为此专门在卢沟桥上设置了税课司:790。嘉庆五年（1800年）时，清仁宗下令卢沟桥的官员不得在税收之外向过桥人讹取费用:308。光绪十五年（1889年），卢沟桥至汉口的卢汉铁路正式开始筹建，光绪三十一年（1905年）全线通车:325。而自卢沟桥向东的津芦铁路则于光绪二十三年（1897年）通车:16，两条铁路的修通使卢沟桥的交通作用大幅降低:392。

### 中华民国时期

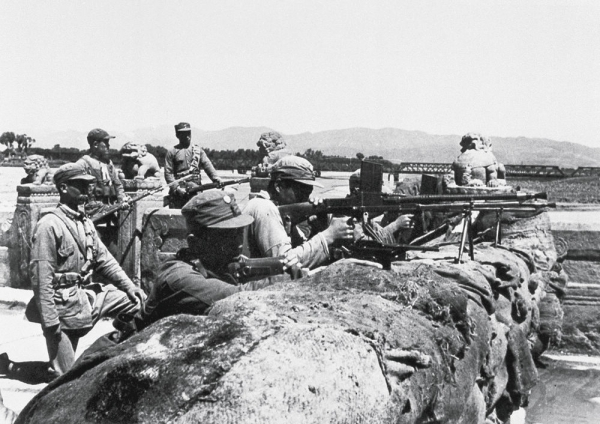
国民革命军第二十九军在七七事变中于卢沟桥的阵地。

1914年，卢沟桥所设置的工税全部划归崇文门税关征收:117。1935至1936年间，卢沟桥两侧原有四坡瓦顶的碑亭因年久失修被全部拆除，“卢沟晓月”碑和乾隆石碑的碑亭被改建为无顶框架式石质碑亭。此外为防止桥面被常年碾压变形，桥面原本堆有大量砂土，后改为沥青混凝土面。桥面靠南侧另铺有一层专供马车使用的薄花岗岩石板。这一时期还曾经重修过部分望柱，所用石材相对较黑。1933年，卢沟桥的碹脸曾被维修，方式为用青砖或水泥修补脱皮的表面。这次维修在水泥或青砖表面表面刻下了维修的年份:249-250。1937年7月7日晚，驻北平丰台日军河边旅团第一联队第三大队第八中队在卢沟桥北侧举行夜间演习，深夜时该部队中队长清水节郎以一名日军士兵失踪为由，要求进入宛平城搜查，同时要求驻守宛平城的中国军队全部撤出。驻守宛平城的国民革命军第二十九军拒绝了该要求，日军随即炮击宛平城和卢沟桥，二十九军第三十七师的团长吉星文随即率部反击，卢沟桥事变爆发。该事件成为全面抗战爆发的开端事件:382。

### 中华人民共和国时期

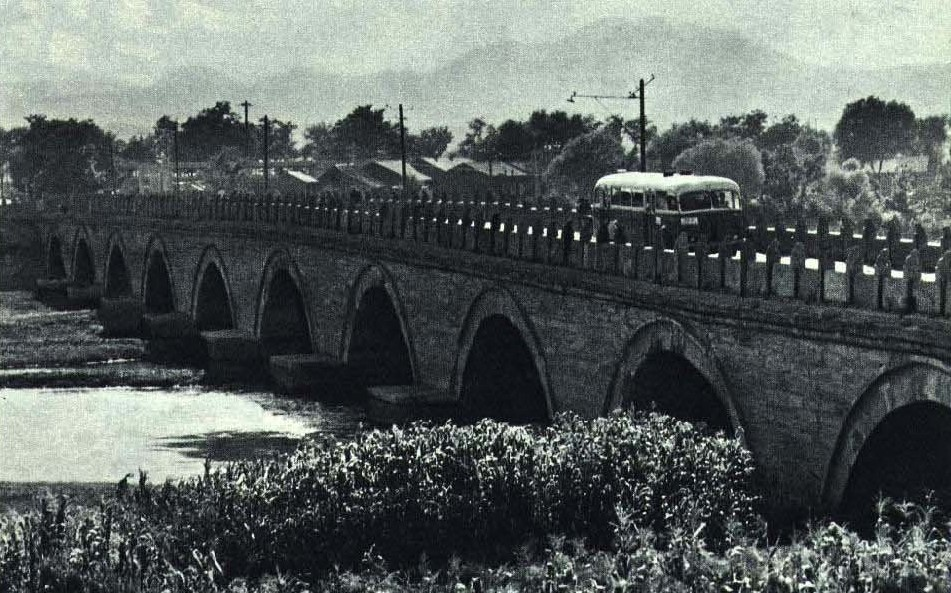
1965年的卢沟桥

中华人民共和国成立后，卢沟桥起先归属河北省管辖，1950年9月开始交由北京市养护。1950年，卢沟桥整体重修。桥面的积土和杂草得到全部清理，全部11个桥洞两侧的碹脸全部用水泥涂抹，覆盖了原有的石质表面。同年当地人发现卢沟晓月碑亭的亭柱出现断裂情况。受限于资金和物资条件，这次修复仅将原物复位。1952年10月，桥面东侧的4节栏杆被撞入河中，捞起后发现两根望柱上的石狮已经无法复原。相关部门只得参照其他柱子上的狮子形态予以补刻。1956年9月下旬找到新石料后，北京市人民政府拨款重修了卢沟晓月碑亭。1957年至1958年，卢沟桥的石缝先后两次得到清理，并用水泥砂浆填实:250-251。1961年，卢沟桥被列为全国重点文物保护单位，宛平城被包含于同一单位中。1967年9月至1968年12月，卢沟桥望柱和石栏下方的地伏被全部拆除，原有石板铺设的桥面被开凿出57道沟槽，上方铺设钢筋混凝土板并铺设沥青，从原有的路面向两侧各挑出1米，路边还加装了电线和路灯:643；原有的望柱和石栏改用混凝土固定，为了调节栏杆的长度，施工人员替换掉了8块较短的石栏，更换掉了91根风化严重的望柱，同时调整了部分望柱的位置。为保持桥面两侧石狮子数量不变，施工人员提前清点了卢沟桥上狮子的数量，认为至少有480只狮子，同时决定更换柱头后狮子总数不得少于484只。1970年，之前修补大桥的青砖出现了风化破损。但受到资金限制，相关的清除工作直至1972年才开始实施，清除完毕后，相应位置用花岗岩补齐:250-251。1972年6月，卢沟桥南侧的芦沟新桥建成通车，分担走了卢沟桥的部分交通压力。1975年1月27日和28日，为了将一批重型设备运过卢沟桥，北京市交通、文物、运输等部门联合在卢沟桥上展开了载重试验，试验中一辆429吨重的大平板车安全过桥。最终重达400吨的重型设备于1976年2月29日安全过桥。1985年8月13日，为大石河变电站运送的大型变压器分4个批次、每批次256吨成功平稳过桥。
1982年10月，卢沟桥南面东起第五个碹脸上方的龙头脱落，相关部门在维修过程中连带清查了其他碹脸的破损。此次修复后，文物部门因卢沟桥损坏情况日趋严重，向北京市人民政府汇报要求重修卢沟桥。北京市人民政府采纳了意见，并成立了卢沟桥修复委员会:265-267。1985年，京石公路永宁大桥正式通车，当年北京市人民政府决定从8月24日起，禁止机动车和兽力车通过卢沟桥:643。修复工程1986年正式开工，于1987年6月15日完工，原有的石栏和望柱均被恢复原位，此时的卢沟桥基本恢复了纯石质的原样与环境风貌:534。修复后的卢沟桥作为文物景点开放:643。1995年1月，卢沟桥被北京市人民政府列为北京市爱国主义教育基地:1303-1304。2011年时，由于受到酸雨等原因的影响，卢沟桥石狮的外表皮出现严重剥落现象，对此文物学家罗哲文建议游人不要在游览时触碰石狮子。

## 结构

### 桥体

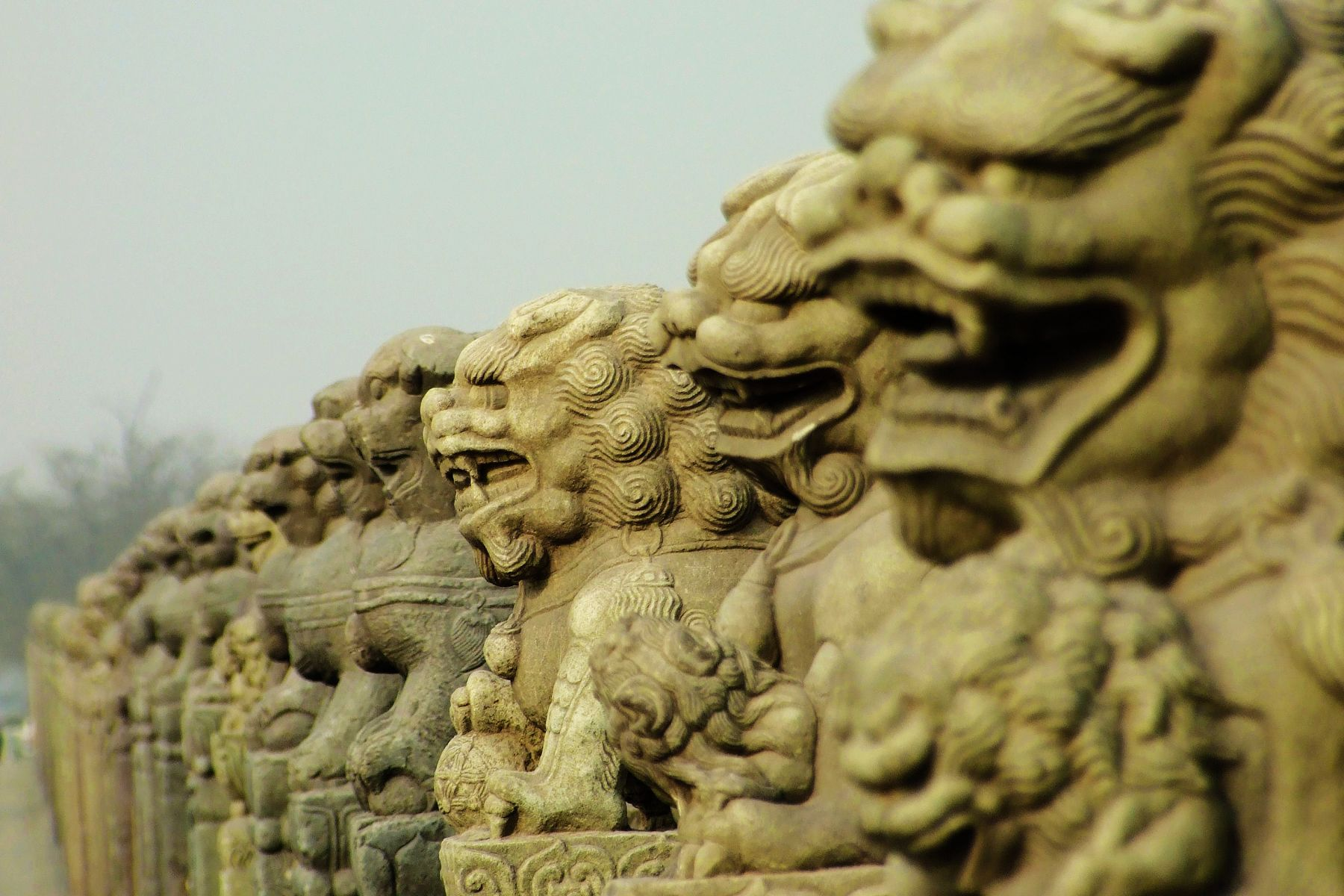
卢沟桥的狮子以形态多样而著称

卢沟桥位于丰台区中部，宛平城西门外170米的永定河上，东西走向，通体石砌，是北京地区历史最悠久的大型联拱石桥:6, 392。宛平城与卢沟桥之间有石板路相连。桥身和引桥的总长268米，宽9.4米，其中桥身长212.75米。东侧引桥纵坡为5.4%，西侧引桥为4.5%:247-249。底部共有10个桥墩，宽6.5至7.9米不等，底部长4.5米至5.2米不等:643，无明显沉陷。底部面向上游一侧砌出分水尖，尖顶还铸有垂直的三棱柱形铁柱，以在冬天迎击冰块，保护桥墩；面向下游一面略作流线型向内收进，以利水流分散。桥墩上方以桥拱相连，共计11孔，顶部均为圆弧状，相连的两个孔均有一个共同的拱脚，各孔跨度不同:33,750-751，介于11.4米至13.45米之间。桥拱堆砌方法为纵联式，中心桥拱两面的碹脸和西侧第五拱各保留了一个龙头，形制上看应为金代原物。桥墩和桥拱的各块石材之间均用腰铁加强链接。桥面为花岗岩铺砌:247，桥面两侧共安装有281根望柱、279块石栏。每根望柱高约1.4米，柱头雕刻有仰覆莲座，座顶均有一组狮子，有的仅有1只大狮子，有的为1只大狮子带着若干小狮子。石栏上雕刻有花纹图案。东侧桥头左右两侧各有一只伏地石狮，高0.9米，体长1.73米，重达3吨；西侧桥头则各有一只伏地石象。大石狮和石象均头抵栏杆，防止栏杆向外倾斜。虽历经多次重修和改建，桥基、桥身部分构件和部分石雕仍为保存基本完好的金代原物:392。
关于狮子数量的统计有不同的说法，加之望柱也时有更换，石雕也会因为风化而无法辨明形象，导致狮子的数量实际上一直会有变化。古籍《人海记》中记载称有368只狮子；现有统计结果中，一种认为柱头共计281只大狮子，211只小狮子，算上华表顶端的4只狮子和桥头的2只伏地狮子，共计498只:392；也有说法认为狮子总计501只:489，或者称485只:178。由于卢沟桥的石狮子众多，民间流传有“卢沟桥的狮子——数不清”的歇后语。

### 附属建筑

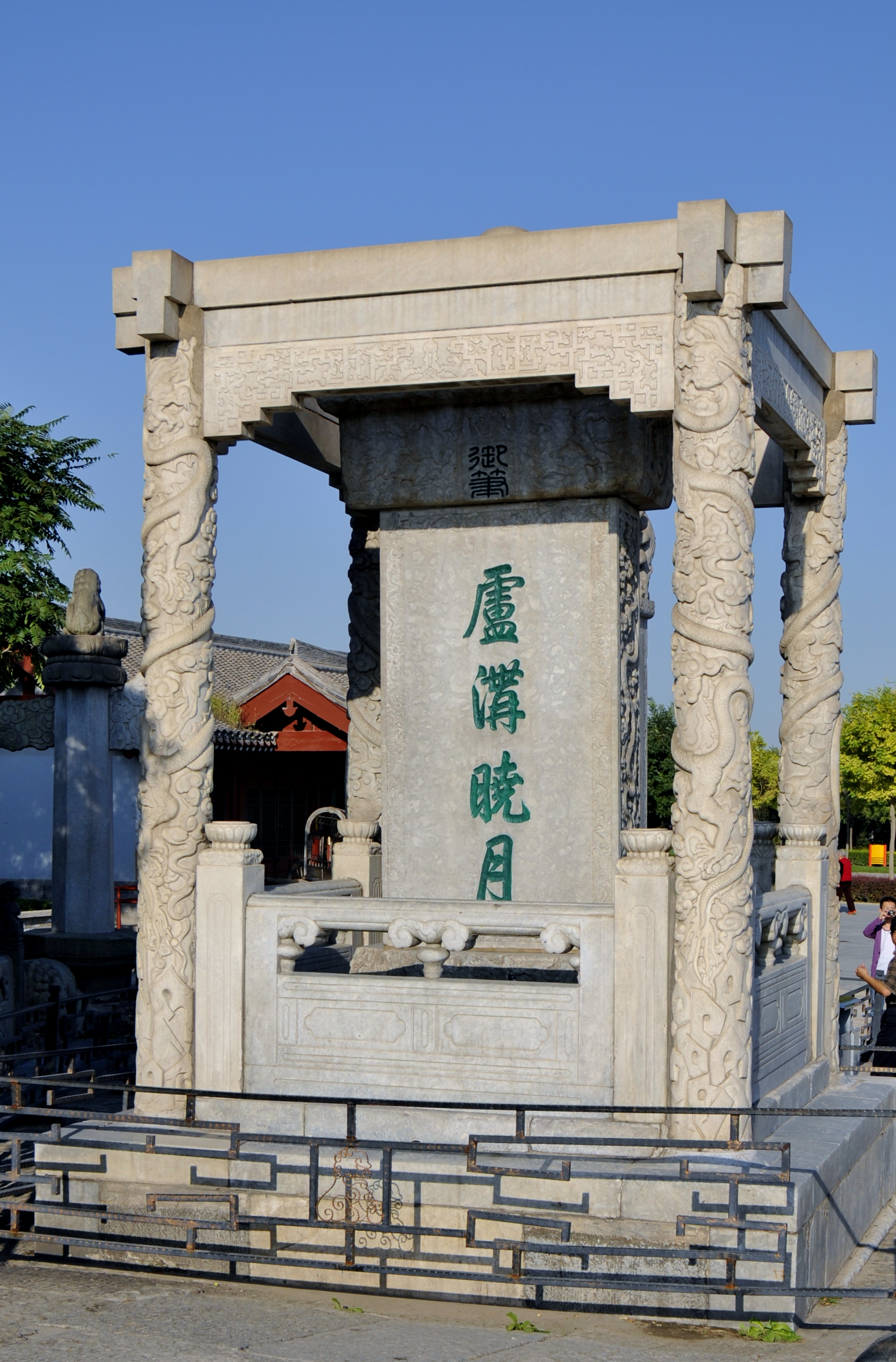
卢沟晓月碑

在卢沟桥的两侧桥头各立有两根石雕华表。每根高4.65米，下方为须弥座，座上为八角石柱，石柱上半段由串有一根云版，柱头为仰覆莲座的圆盘，圆盘顶部各雕刻有一只石狮子。根据建筑风格推断，这些华表可能为金代原物，后世有所整修:122。
东侧桥头北侧立有清康熙七年修桥的碑记，通高5.78米，碑身高4.53米，顶部为螭首；宽1.17米，厚0.57米。西侧桥头北侧立有乾隆五十一年修桥的碑记，通高5.5米，龟趺座，座下雕刻有水漫、鱼、虾等纹饰；碑身高4.4米，宽1.18米，厚0.58米。桥东北侧立有乾隆御书“卢沟晓月”碑，通高4.52米，碑身高3.66米，宽1.27米，厚0.84米。该碑正面为“卢沟晓月”，背面为卢沟桥诗。碑外建有石质无顶碑亭，四角为龙柱，顶部为平板枋。西北侧为康熙御书碑，通高3.79米，须弥座，碑身高3.03米，宽0.96米，厚0.33米，正面为《察永定河诗》。碑外建有石质无顶碑亭，形制与卢沟晓月碑亭类似。:393:643

## 文化
自卢沟桥建成至今，民间创作了大量关于卢沟桥的传说和故事，题材包括卢沟桥的来历、桥梁修建、典型构件、附属景观、抗战故事等。1982年丰台区文学创作协会与丰台区文化馆联合编制了10余篇卢沟桥传说，发表于刊物《卢沟晓月》中。此后相关内容经过整合，集结为《卢沟桥的传说》出版发行。2007年，北京市将丰台区报送的“卢沟桥的传说”列入北京市第二批非物质文化遗产名录中:362。2014年11月11日，卢沟桥传说列入第四批国家级非物质文化遗产名录中:144。
燕京八景中，卢沟桥以“卢沟晓月”一景入列其中:194。1986年10月9日，“新北京十六景”群众投票评选结果出炉，卢沟桥排名第十四位，成功入围:532。1992年9月11日，卢沟桥举行建桥八百周年纪念碑揭幕仪式:533。